# Shakes Kubuitsile
Shakes Kubuitsile (* 3. Februar 1962) ist ein botswanischer Boxer.

## Karriere
Shakes Kubuitsile trat bei den Olympischen Sommerspielen 1988 in Seoul im Leichtgewichtsturnier an. Nach einem Freilos in der ersten Runde, schied er in seinem Zweitrundenkampf gegen Azzedine Saïd aus.